# قناة زندية
قناة زندي أو نفق زندي (بالإنجليزية: ulnar canal)‏ ‏(تُعرف أيضًا باسم قناة أو نفق غيون) هي قناة طولية شبه صلبة في الرسغ تسمح بمرور الشريان الزندي والعصب الزندي في اليد. يتكون سقف القناة من الرباط الرسغي الراحي السطحي، في حين تتكون الأرضية من قيد مثنيات اليد الأعمق وإلية راحة اليد. يحد الفضاء من الناحية الوسطية العظم الحمصي والرباط الحمصي الكلابي بشكل أكثر قرباً، ويحده جانبيًا صنارة العظم الكلابي بشكل قاصٍ. طولها حوالي 4 سم يبدأ بالقرب من الرباط الرسغي المستعرض وينتهي عند القوس السفاقي للعضلات تحت الراحية.

## المسمَّى
تم تسمية النفق الزندي على اسم الجراح الفرنسي جان كاسيمير فيليكس جويون الذي وصف القناة في الأصل عام 1861.

## الأهمية السريرية
يمكن أن يؤدي انحباس العصب الزندي في قناة الزندي إلى أعراض اعتلال العصب الزندي بما في ذلك تنمل أو ضعف أجزاء معينة من اليد. (انظر مقالة كاملة عن انحباس العصب الزندي)، يُعرف هذا بانحباس العصب الزندي أو متلازمة قناة جويون، هناك أربعة أنواع فرعية من اعتلال الأعصاب الزندي عند الرسغ، يُعد النوع الثاني هو الأكثر شيوعًا. قد يكون ثانويًا للتكيس العقدي، أو ضغطه على المقود.